# マイケルがやって来た!
マイケルがやって来た!（原題: Stark Raving Dad, 「スターク・レイビング・ダッド」）はアニメ『ザ・シンプソンズ』の第3シーズンの作品。マイケル・ジャクソンが登場するエピソード。準主役級の扱いでマイケル本人から出演したい意向の電話がスタッフに届き、共演が実現した。
マイケルはバートのファンで『Happy Birthday,Lisa』という楽曲を提供しているが、表向きは本人役でマイケル自身が演じているものの、実際には代役の歌手キップ・レノン（Kipp Lennon）が歌っているだけであった。日本ではWOWOWでの放送の時はオンエアされたものの、後のCSおよびディズニーが運営する定額制動画配信サービス「Disney+」でのシリーズ放映からは外された。（第3シーズンのDVD-BOXには収録されている。）尚、マイケルの日本語吹き替えは山寺宏一が務めた。